# 永田吉太郎

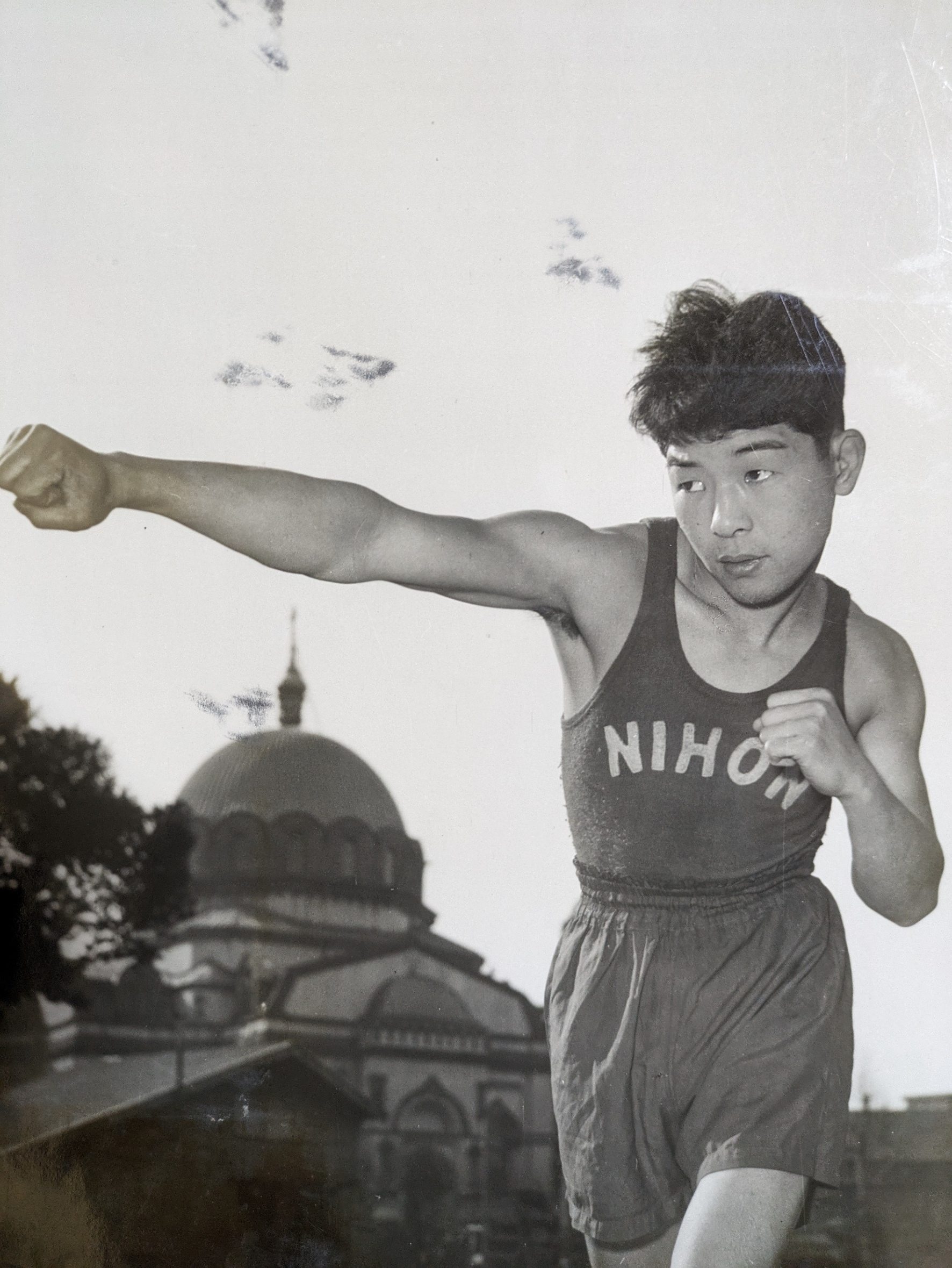

永田 吉太郎（ながた よしたろう、1929年（昭和4年）12月28日 - 2015年5月6日）は、日本のボクサー。

## 経歴・人物
日本大学在学中に、1952年ヘルシンキオリンピックの男子フライ級に出場し、1回戦でルーマニアのミルチェア・ドブレスクに敗れた。アマチュア時代の戦績は117戦110勝。全日本ジュニア・フライ級チャンピオン(1951年）。千代田化工建設　常務取締役、アローヘッドインターナショナル　代表取締役社長　歴任。